# Andreas Hermann (Tontechniker)
Andreas Hermann (* 4. Januar 1983 in Pallassowka, RSFSR, Sowjetunion) ist ein deutscher Filmtonmeister, Tontechniker und Nebendarsteller.

## Leben
Andreas Hermann wurde in der zur Oblast Wolgograd gehörenden Kleinstadt Pallassowka als Russlanddeutscher geboren. Im Jahr 1994 zog er mit seiner Familie nach Nordrhein-Westfalen. Zunächst wohnte er in Kirchlengern, später dann in Bünde. Dem Fernsehpublikum wurde Andreas Hermann durch seine Auftritte in der Serie Stromberg bekannt.
Der gelernte Mediengestalter Bild und Ton lebt heute in Köln, wo er unter anderem als Tonmann für verschiedene Filmproduktionen tätig ist.

## Filmografie (Auswahl)
- 2003: Adelheid und ihre Mörder – Mord in bester Gesellschaft
- 2005–2012: Stromberg (Fernsehserie, 31 Folgen), (Darsteller)
- 2006: Ladyland (Fernsehserie), (Darsteller)
- 2012: Der Zuschauer (Experimentalfilm), (Titelmusik und Ton)
- 2014: Stromberg – Der Film (Darsteller)
- 2014: Die Beschaffenheit der Dinge (Kurzfilm, Filmmusik und Ton)
- 2017: Die Maler kommen (Kurzfilm), (Darsteller, Schnitt und Ton)
- 2019: Namosh – Dynamo (Musikvideo), (Schnitt, Postproduktion)
- 2022 BUBA (Nebenrolle als Keyboarder auf Albanischer Hochzeit)

## Auszeichnungen
- 2009: Doppel-Platin von Sony Music für die DVD-Ausgabe der dritten Stromberg-Staffel, die Frank Montenbruck stellvertretend für alle Capitol-Mitarbeiter-Darsteller in Empfang nahm.